# ベルナルド・カヴァッリーノ

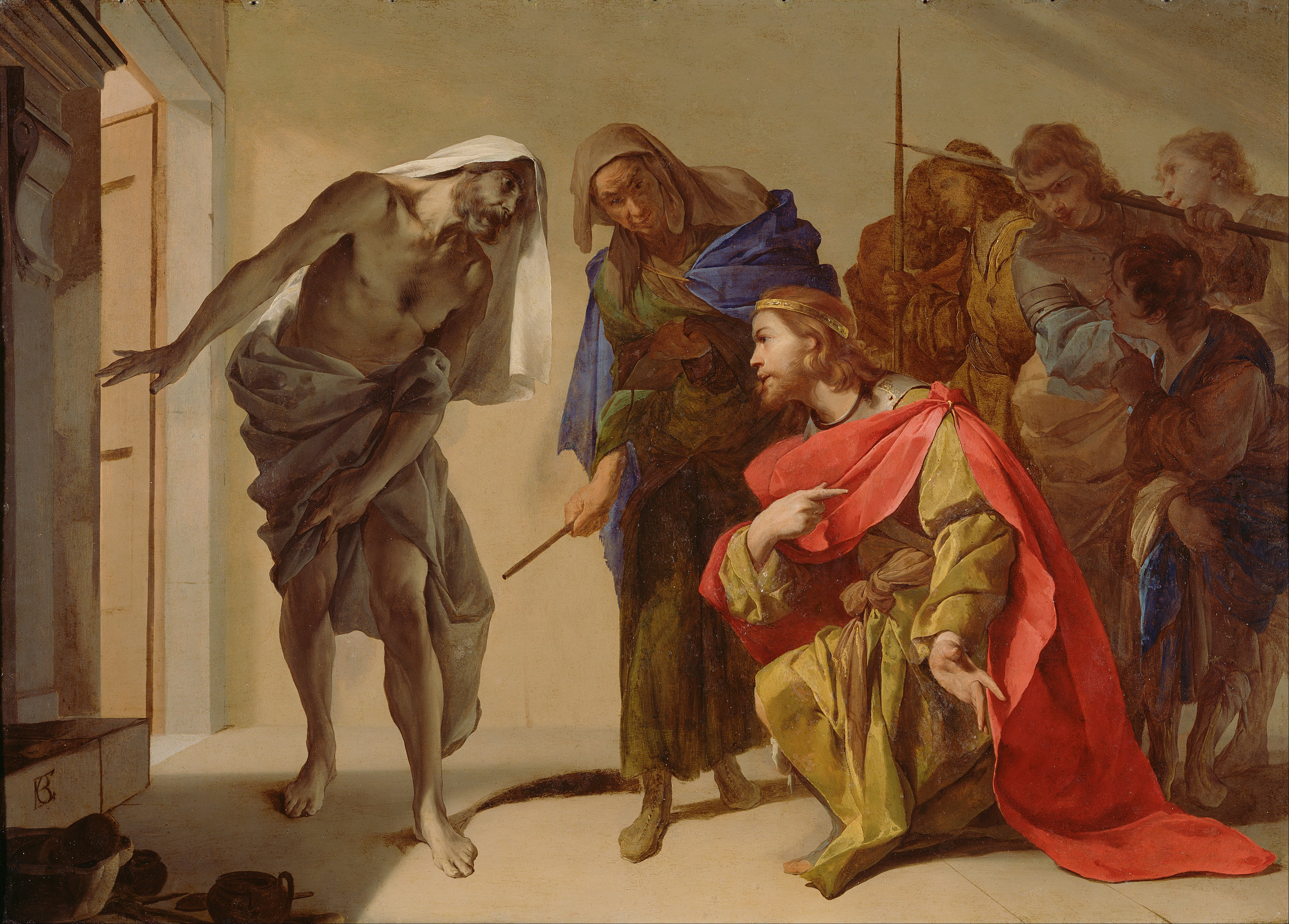
『サウルに呼び出されるサムエルの亡霊』 (1650-1650年ごろ)、J・ポール・ゲティ美術館、ロサンゼルス

ベルナルド・カヴァッリーノ (1616–1656年) は、イタリア・バロック期の画家で製図工である。17世紀前半のナポリで活動した画家の中で最も独創的な1人であると見なされている。

## 伝記
カヴァッリーノはナポリで生まれ、1656年の腺ペスト禍で亡くなったと考えられている。彼の絵画のいくつかは、当時のナポリの画家たちが制作した絵画よりもかなり表現主義的なものである。一方で、彼の生涯や修行についてはほとんど知られていない。約80点の帰属作品のうち、10点に満たない作品しか署名がされていない。カヴァッリーノは個人の画商や収集家とかかわりがあったが、彼らの文書はもはや存在していない。

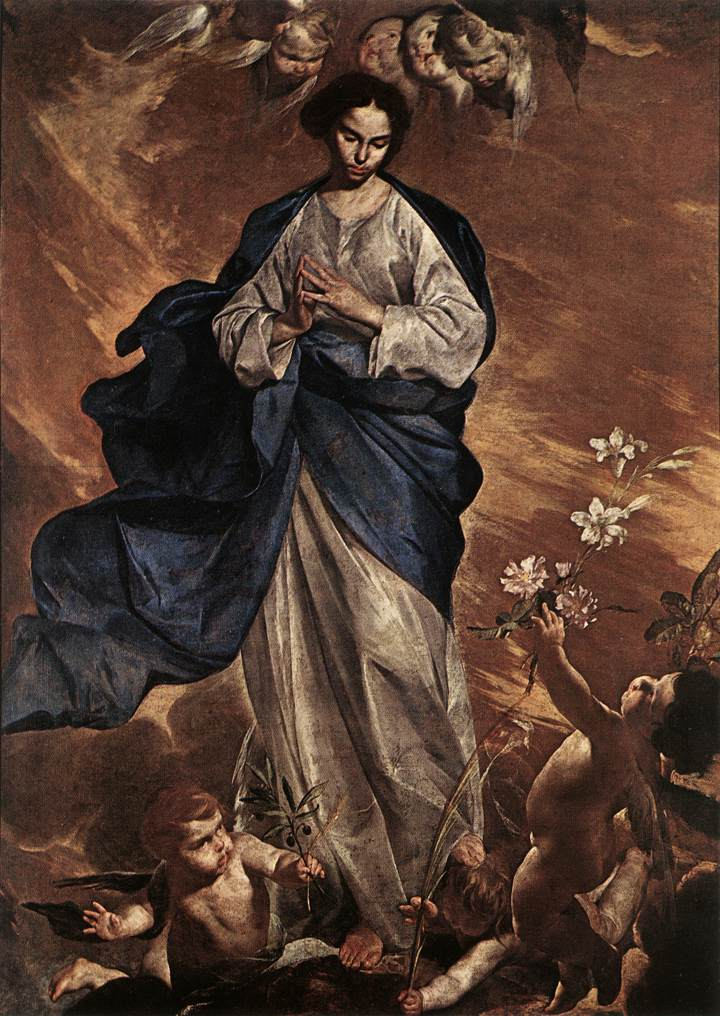
『祝福された聖母』

カヴァッリーノはマッシモ・スタンツィオーネのもとで修業をし、アンドレア・ヴァッカーロと親交を結び、アンソニー・ヴァン・ダイクに影響を受けたといわれている。しかし、カヴァッリーノの絵画は、様式的にカラヴァッジョとバルトロメ・エステバン・ムリーリョの中間であるとも見なしうる。彼の絵画は、演劇的な甘美さに包まれたテネブリスム、ローマの盛期バロックの彫刻に特徴的な恍惚と感情のポーズを有している。彼はスタンツィオーネに強い影響を受けたナポリの画家たちのサークルで仕事をしたと考えられている。そのサークルの中には、アントニオ・デ・ベリス、アルテミジア・ジェンティレスキ、フランチェスコ・フランカンツァーノ、アゴスティーノ・ベルトラ―ノ、フランチェスコ・グアリーノらがいた。
カヴァッリーノの傑作の1つは、ミラノのブレラ美術館にある民衆的で波打つような『祝福された聖母』である。回転する、たくましいプットたちの間で、この受動的なナポリの女性は霧の中から上昇しているが、ボッティチェッリのヴィーナスをカトリックのバロック版となっている。カヴァッリーノの『聖チェチリアの法悦』は雛形 (カポディモンテ美術館、ナポリ)としても、最終作 (カポディモンテ美術館、ナポリ) としても存在している。また、フィレンツェのウフィツィ美術館には『エステルとアハシュエロス』が所蔵されている。

## 作品
- 『無原罪の御宿り』(1640年)、 69 cm x 45 cm、カン美術館
- 『無原罪の御宿り』 (1650年)、ブレラ美術館、ミラノ
- 『聖チェチリアの法悦 (雛形)』、カポディモンテ美術館、ナポリ
- 『聖チェチリアの法悦 (最終作)』、カポディモンテ美術館、ナポリ
- 『エステルとアハシュエロス』、ウフィツィ美術館、フィレンツェ
- 『東方三博士の礼拝』
- 『ポルセンナ王に対峙するムキウス・スカエウォラ』、キンベル美術館、フォートワース
- 『洗礼者ヨハネ』
- 『聖ステファノの殉教』、プラド美術館、マドリード
- 『オルガン奏者』
- 『ヘラクレスとオンファレ』、国立西洋美術館、東京
- 『羊飼いの礼拝』
- 『聖ドミニクスの幻視』
- 『ロトとその娘たち』
- 『受胎告知の聖母』 (1645–1650年頃)、85.5 cm x 70.0 cm、ヴィクトリア国立美術館、メルボルン
- 『オルガンを弾く女性』
- 『聖クリスティーナ』